# دریای آبخوست‌ها

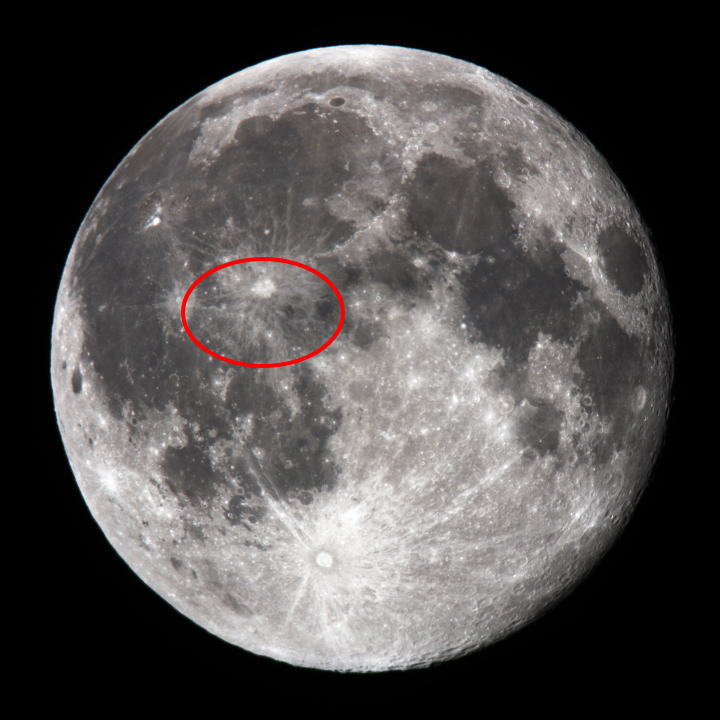
محل دریای آبخوست‌ها بر سطح ماه.

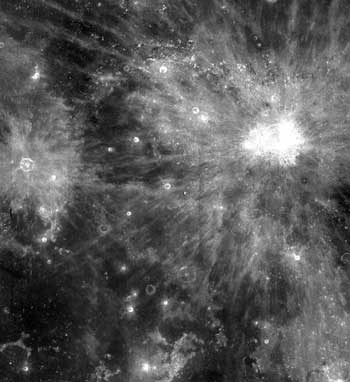
دریای آبخوست‌ها.

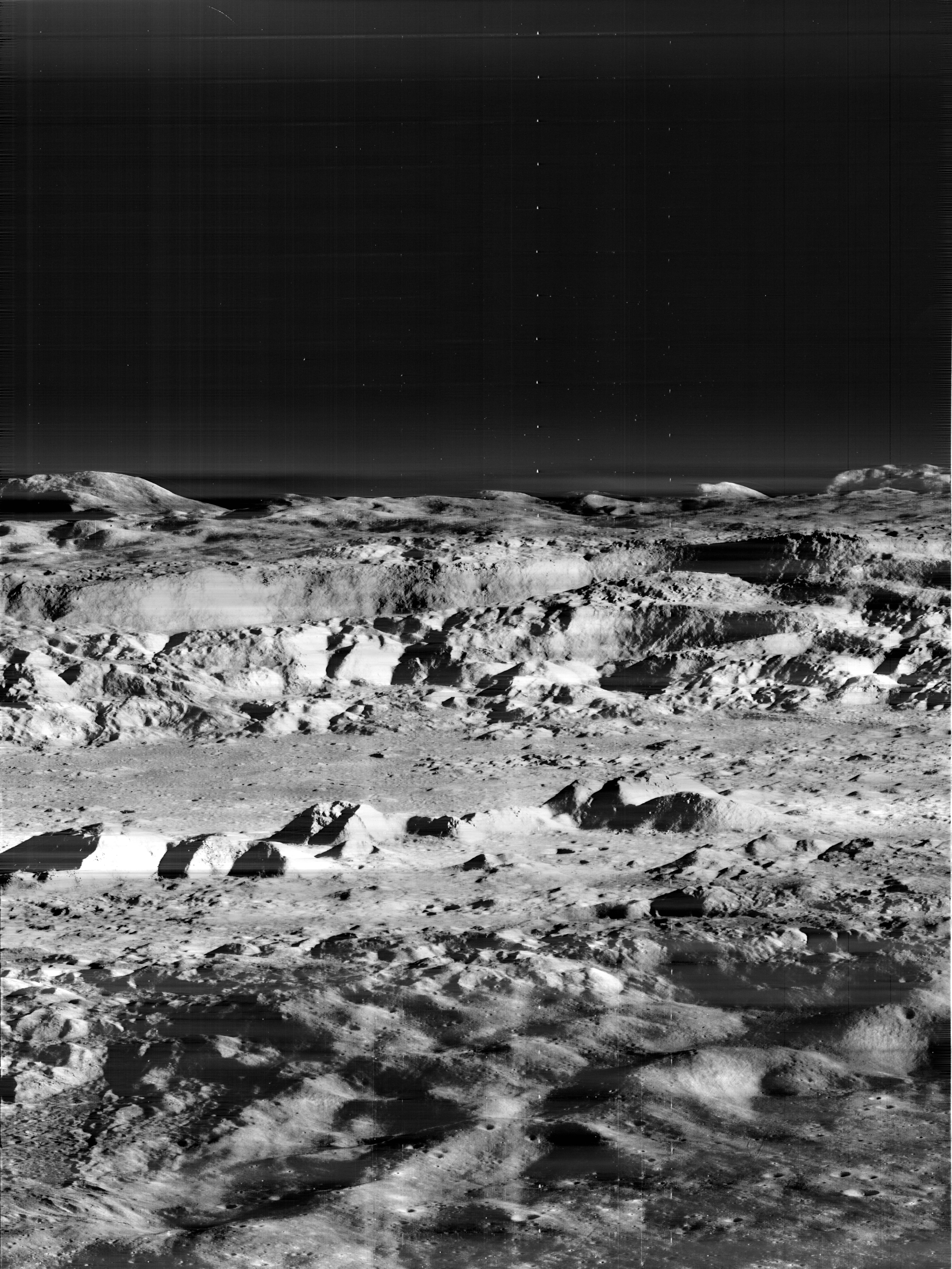
دهانه کوپرنیک.

دریای آبخوست‌ها (به لاتین: Mare Insularum) یکی از دریاوارهای کره ماه است.
دریای آبخوست‌ها در حوضه آبخوست‌ها و در جنوب دریای رگبارها قرار گرفته‌است. مواد تشکیل‌دهنده حوضه آبخوست‌ها مربوط به دور رگباری سفلی است ولی مواد خود دریای آبخوست‌ها از دور رگباری علیا به جای مانده‌است.
دریاوار آبخوست‌ها از سوی شرق با دهانه کوپرنیک و از سوی غرب با دهانه کپلر هم‌مرز است. اقیانوس توفان‌ها از سوی جنوب غربی به دریای آبخوست‌ها می‌پیوندد.
کوپرنیک یکی از چشمگیرترین دهانه‌های سطح ماه است و پرتوهای برخوردی دهانه‌های کوپرنیک و کپلر تا درون دریای آبخوست‌ها ادامه می‌یابد. دهانه فرا مورو در نزدیکی آن‌ها قرار دارد.
خلیج جوشان امتداد شمال شرقی دریای آبخوست‌ها را تشکیل می‌دهد.